# Скривена краљевства
Скривена краљевства (енгл. Hidden Kingdoms) је британска документарна мини серија у продукцији Би-Би-Си-а, која је први пут приказана на телевизијском каналу Би-Би-Си One 16. јануара 2014. године. Серија приказује свет и живот из перспективе малих животиња. Глас наратора је позајмио британски комичар Стивен Фрај. На крају сваке епизоде сниматељи објашњавају гледаоцима како су снимили поједине сцене из епизоде. Снимање серије се одвијало на шест различитих локација: афричка савана, пустиња у Аризони, шума на Борнеу, шума у Северној Америци, такође и у урбаним срединама Рио де Жанеиру и Токију.

## Епизоде
| назив епизоде                            | датум приказивања | гледаност у милионима |
| ---------------------------------------- | ----------------- | --------------------- |
| "Под отвореним небом" (Under Open Skies) | 16. 1. 2014.      | 3.41                  |
| "Тајанствене шуме" (Secret Forests)      | 23. 1. 2014.      | 3.52                  |
| "Урбане џунгле" (Urban Jungles)          | 30. 1. 2014.      | 2.74                  |